# 二磷酸甘油酸变位酶
二磷酸甘油酸变位酶（英語：Bisphosphoglycerate mutase，BPGM）是一种红细胞和胎盘细胞特有的酶。它负责催化1,3-二磷酸甘油酸（1,3-BPG）合成2,3-二磷酸甘油酸（2,3-BPG）。和糖酵解途径中的磷酸甘油酸变位酶（PGM）相比，BPGM也有变位酶和磷酸酶的功能，但是活性不高，其功能旨在促进2，3-BPG的生物合成。